# Elecciones provinciales de Catamarca de 1939
Las elecciones provinciales de Catamarca de 1939 tuvieron lugar el domingo 3 de diciembre del mencionado año con el objetivo de renovar el poder ejecutivo de la provincia para el período 1940-1944. Fueron las séptimas elecciones provinciales catamarqueñas desde la instauración del sufragio secreto en la Argentina, así como las terceras que tenían lugar durante la llamada Década Infame, período durante el cual el gobierno nacional y provincial, dirigido por la coalición conservadora Concordancia, se mantenía en el poder mediante el fraude electoral. Sin embargo, tuvieron lugar también durante el gobierno de Roberto Marcelino Ortiz, el cual inició un proyecto de restauración de las libertades electorales.
El proceso electoral se vio signado por turbulencias políticas que afectaron a los principales partidos políticos en contienda, tanto a nivel nacional como provincial. La Unión Cívica Radical, principal partido de la oposición a nivel nacional, había levantado la abstención electoral proclamada en elecciones anteriores. Al mismo tiempo, la Concordancia catamarqueña, compuesta por el Partido Demócrata Nacional y la Unión Cívica Radical Antipersonalista, se vio sacudida por conflictos internos que afectaron el mandato de Juan Gregorio Cerezo, gobernador del PDN, resultando en la intervención del partido por orden del Comité Nacional Demócrata. La creciente marginación de los radicales antipersonalistas dentro del espacio oficialista llevó a que casi la totalidad de estos, liderados por Luis Alberto Ahumada, se separaran y buscaran un entendimiento con el radicalismo tradicional (cuyo Comité Nacional era presidido por el expresidente Marcelo Torcuato de Alvear). De este modo, el Comité Provincia de la UCR y el antipersonalismo catamarqueño fundaron un frente para presentar la candidatura de Ahumada. Aunque el acuerdo fue rechazado por Alvear, que se negó a apoyar a Ahumada, la concurrencia a los comicios fue tolerada y se consideró que el radicalismo tenía serias posibilidades de tomar el control de la provincia después de casi una década fuera del poder.
Pese a lo anterior, la jornada electoral se caracterizó por profundas denuncias de fraude e intimidación generalizada contra los votantes, siendo estas especialmente graves en los pueblos remotos de Chumbicha, Fiambalá y Santa María. El escrutinio, que comenzó en enero de 1940, fue lento y polarizado, con una leve ventaja de Ahumada que se revirtió en favor de un triunfo estrecho para Ernesto Andrada, candidato del oficialismo. Ahumada desreconoció los resultados y denunció que las elecciones debían ser anuladas, contando con el apoyo del radicalismo tradicional y del gobierno de Ortiz, mientras que el gobierno de Cerezo recibió el respaldo del vicepresidente Ramón S. Castillo, catamarqueño del PDN.
La legislatura, con mayoría conservadora, ratificó los resultados el 11 de enero, mientras que el Colegio Electoral, con una mayoría de 22 demócratas nacionales contra 11 radicales, se reunió el 7 de febrero de 1940 para proclamar a Andrada gobernador electo. A lo largo de las semanas posteriores, Cerezo rechazó los continuos pedidos del gobierno de Ortiz y del ministro del Interior, Diógenes Taboada, para anular las elecciones. Finalmente, el 24 de febrero, el gobierno decretó la intervención federal a los tres poderes de la provincia, designando interventor a Rodolfo Martínez Pita y anulando los comicios, bajo la promesa de realizar elecciones limpias. Sin embargo, antes de que esto se llevara a cabo, Ortiz pidió licencia por enfermedad y Castillo tomó el control del gobierno, reemplazando a Martínez Pita por Gustavo Martínez Zuviría y organizando nuevas elecciones fraudulentas, que garantizaron el ascenso de Andrada a la gobernación.

## Antecedentes
Tras el golpe de Estado de 1930, que derrocó al gobierno constitucional de Hipólito Yrigoyen, de la Unión Cívica Radical, se instaló en Argentina y la gran mayoría de sus provincias un régimen conservador, que gobernó durante el período histórico conocido como Década Infame. Las elecciones se realizaban bajo un fraude electoral casi abierto (denominado por sus defensores «fraude patriótico») para mantener al oficialismo en el poder. La alianza gobernante, denominada Concordancia, estaba compuesta por el Partido Demócrata Nacional y la Unión Cívica Radical Antipersonalista, sector del radicalismo opuesta a la conducción de Yrigoyen y, más tarde, a la de Marcelo Torcuato de Alvear. Las elecciones provinciales catamarqueñas de 1936 se realizaron en este marco, con el boicot de la UCR y el triunfo de Juan Gregorio Cerezo, del PDN, con el radical antipersonalista Antonio Carmen Aybar como compañero de fórmula. El radicalismo boicoteó las elecciones legislativas de 1938 en Catamarca en particular, garantizando que las dos bancas de la provincia en la Cámara de Diputados correspondieran al oficialismo sin oposición. A partir de la elección en 1937 de Roberto Marcelino Ortiz y de Ramón S. Castillo como presidente y vicepresidente, el primero se comprometió a organizar un proceso de democratización, y esperaba usar las elecciones catamarqueñas para este fin.

## Cargos a elegir
| Departamentos       | Electores |
| ------------------- | --------- |
| Ambato              | 1         |
| Ancasti             | 1         |
| Andalgalá           | 3         |
| Belén               | 3         |
| Capayán             | 3         |
| Capital             | 3         |
| El Alto             | 2         |
| Fray Mamerto Esquiú | 1         |
| La Paz              | 2         |
| Paclín              | 2         |
| Pomán               | 2         |
| Santa María         | 2         |
| Santa Rosa          | 3         |
| Tinogasta           | 3         |
| Valle Viejo         | 2         |
| Total               | 33        |

## Candidaturas
La situación interna del PDN, que se vio resuelta con la progresiva distribución de posiciones entre sus partes, se saldó como contrapartida con la marginación del radicalismo antipersonalista, que en la provincia era dirigido por el exdiputado nacional Luis Alberto Ahumada. El radicalismo tradicional, ligado al Comité Nacional de la Unión Cívica Radical que presidía Marcelo Torcuato de Alvear, se encontraba muy debilitado luego del boicot de 1936 y la intervención de su conducción, con José Barrau a cargo de la reorganización partidaria. De la misma surgió una nueva presidencia, en manos de Vicente Salas Martínez. Ante la ruptura del PDN con el radicalismo antipersonalista catamarqueño, Ahumada y Salas Martínez iniciaron un complicado proceso de negociaciones, abriendo por primera vez la posibilidad de reunificar al radicalismo catamarqueño de cara a las elecciones gubernativas de 1939. Finalizadas las negociaciones, Ahumada fue proclamado candidato a gobernador, con Salas Martínez como compañero de fórmula y candidato a vicegobernador. La dirigencia nacional del radicalismo rechazó la coalición y se negó a apoyar directamente al binomio, limitándose a «tolerar» la concurrencia sin intervenir el Comité catamarqueño.
Dentro de la Concordancia, el oficialismo enfrentó la división que sufría a nivel nacional por la decisión de Ortiz de restaurar la transparencia electoral, a la par que a nivel provincial enfrentaba la deserción importante del antipersonalismo de Ahumada. Los conflictos condujeron a la intervención del Comité Provincial del PDN por parte de las autoridades nacionales. Un pequeño sector del partido que no respondía a este último permaneció del lado de la Concordancia, y finalmente se llegó a un consenso para proclamar la candidatura de Ernesto Andrada, con el antipersonalista disidente Francisco Sotomayor como compañero de fórmula. Miembro del cuerpo de sanidad del Ejército Argentino (con rango equivalente al de teniente coronel) y antiguo funcionario durante la gobernación de Rodolfo Acuña, Andrada representaba a los sectores más conservadores del oficialismo, y estaba fuertemente ligado al vicepresidente Castillo, de quien se consideraba un aliado clave. Su compañero de fórmula, Sotomayor, ya había ejercido la vicegobernación de Catamarca, secundando a Acuña, entre 1932 y 1936.

## Campaña
Previendo una competencia cerrada, ambas fuerzas realizaron importantes despliegues proselitistas por toda la provincia, en un intento de atraer adhesiones. Andrada, que se descibrió a sí mismo como «soldado antes que político y argentino antes que gobernante», exhibió un perfil autoritario que demostraría más tarde cuando llegara a la gobernación. Se manifestó en contra de lo que consideró «ideas extrañas contrarias a la Argentinidad» y anunció que su gestión estaría orientada a defender «los valores de la familia tradicional». Durante las últimas etapas de la campaña, circularon rumores de que Andrada pretendía renunciar a su candidatura, lo que fue finalmente desmentido. La campaña de Andrada, apoyada enérgicamente por el gobernador saliente, culminó con una gira por los departamentos Santa Rosa y El Alto, considerados bastiones del conservadurismo. El día previo a los comicios, el senador nacional demócrata Alberto Figueroa pronosticó que el PDN tenía asegurada una victoria mínima en los departamentos de Ancasti, Andalgalá, Capital, El Alto, La Paz, Paclín, Santa María y Tinogasta, totalizando una mayoría de 18 electores.
Por su parte, Ahumada dedicó la mayor parte de su campaña a denunciar que el gobierno de Cerezo trataba de cometer un fraude electoral, considerando que las garantías defendidas por el gobierno nacional no eran suficientes y exigiendo reformas a las leyes electorales, que según él estaban redactadas a medida del oficialismo. Además de las leyes, que impedían el nombramiento de autoridades electorales ligadas al radicalismo para proteger a los votantes del partido, Ahumada denunció ante el ministerio del Interior por medio de un telegrama hechos de agresión e intimidación, destacando el allanamiento de la casa del dirigente radical Antonio Córdoba en la capital provincial, supuestamente en busca de armas, la detención de partidarios en Andalgalá solo por haber hecho campaña a su favor en público, y la instalación de meses receptoras de votos en casas particulares de presidentes comiciales en los pueblos de Río Dorado y San Martín, acto prohibido por la ley electoral.
Simultáneamente, Ahumada tuvo que lidiar con el nulo apoyo del Comité Nacional del radicalismo, no dispuesto a apoyar una fórmula encabezada por un candidato que había abandonado el partido. Sin embargo, el proselitismo local a su favor fue amplio, y el radicalismo llegó al final de la campaña con una fuerte expectativa de victoria. La campaña radical terminó también con una gira en los últimos días de noviembre, por Villa Dolores, en el departamento Valle Viejo, donde se realizó la proclamación final de la fórmula gubernativa ante un público numeroso. El día previo a las elecciones, al igual que el PDN, el radicalismo publicó su pronóstico de un resultado potencial: Ahumada pretendía ganar en Ambato, Andalgalá, Capital, Capayán, Fray Mamerto Esquiú, La Paz,  Pomán, Paclín, Santa María y Valle Viejo, lo que hubiera implicado obtener 21 electores sobre 33.
El interés del gobierno de Ortiz en utilizar las elecciones catamarqueñas como una demostración de su proyecto democratizador se vio palpado en el trabajo realizado por su ministro del Interior, Diógenes Taboada, el cual se mantuvo en contacto con el gobernador Cerezo y el candidato opositor, Ahumada, durante la última etapa de la campaña. La intervención velada del gobierno nacional fue en esencia lo único que motivó el optimismo del radicalismo para levantar la abstención. Sin embargo, los conflictos entre el gobierno provincial y el nacional debilitaron el margen de maniobra del estado federal para influir exitosamente en la realización de elecciones limpias en la provincia.

## Resultados

### Nivel general
|  | 53.47 % |

|  | 46.53 % |

|  | 97.82 % |

|  | 2.18 % |

|  | 100.00 % |

|  | 56.12 % |

### Por departamento
| Departamento        | Andrada/Sotomayor (Concordancia) | Andrada/Sotomayor (Concordancia) | Andrada/Sotomayor (Concordancia) | Ahumada/Martínez (UCR) | Ahumada/Martínez (UCR) | Ahumada/Martínez (UCR) | Blancos/Nulos |
| Departamento        | Votos                            | %                                | E.                               | Votos                  | %                      | E.                     | Blancos/Nulos |
| ------------------- | -------------------------------- | -------------------------------- | -------------------------------- | ---------------------- | ---------------------- | ---------------------- | ------------- |
| Ancasti             | 326                              | 55,25%                           | 1                                | 264                    | 44,75%                 | —                      | 24            |
| Ambato              | 247                              | 51,78%                           | 1                                | 230                    | 48,22%                 | —                      | 16            |
| Andalgalá           | 544                              | 51,42%                           | 3                                | 514                    | 48,58%                 | —                      | 13            |
| Belén               | 995                              | 62,15%                           | 3                                | 606                    | 37,85%                 | —                      | 42            |
| Capayán             | 707                              | 64,63%                           | 3                                | 387                    | 35,37%                 | —                      | 18            |
| Capital             | 1.381                            | 45,39%                           | —                                | 1.661                  | 54,61%                 | 3                      | 101           |
| El Alto             | 509                              | 73,88%                           | 2                                | 180                    | 26,12%                 | —                      | 14            |
| Fray Mamerto Esquiú | 305                              | 47,51%                           | —                                | 337                    | 52,49%                 | 1                      | 0             |
| La Paz              | 1.201                            | 65,20%                           | 3                                | 641                    | 34,80%                 | —                      | 73            |
| Pomán               | 371                              | 46,20%                           | —                                | 432                    | 53,80%                 | 2                      | 15            |
| Paclín              | 429                              | 46,73%                           | —                                | 489                    | 53,27%                 | 2                      | 6             |
| Santa María         | 758                              | 62,90%                           | 3                                | 447                    | 37,10%                 | —                      | 52            |
| Santa Rosa          | 413                              | 46,77%                           | —                                | 470                    | 53,23%                 | 1                      | 22            |
| Tinogasta           | 971                              | 52,74%                           | 3                                | 870                    | 47,26%                 | —                      | 0             |
| Valle Viejo         | 363                              | 32,47%                           | —                                | 755                    | 67,53%                 | 2                      | 0             |
| Total               | 9.520                            | 53,47%                           | 22                               | 8.283                  | 46,53%                 | 11                     | 396           |